# The Machinery
The Machinery (Maskineriet) est une série de thrillers d'action suédoise de 2020. La série est réalisée par Richard Holm. Le scénario a été écrit par Peter Arrhenius , Niclas Ekström et Kjersti Ugelstad.
La première saison de la série comprend huit épisodes. La série a été créée en Suède le 24 mai 2020 sur Viaplay.

## Synopsis
La série raconte l'histoire d'Ole, père de famille, qui se réveille sur un bateau entre la Suède et la Norvège. Il ne sait pas comment il est monté sur le bateau. Il ne se souvient pas non plus qu'il avait sur lui un pistolet et un sac rempli d'argent,.

## Distribution

### Acteurs principaux
- Kristoffer Joner : Olle Hultén
- Jakob Eklund : Henrik Hultén
- Anderz Eide : Tom
- Bjørn Sundquist : Einar Edvardsen
- Julia Schacht : Nina
- Emilia Roosmann : Monica Hansen
- Hanna Alström : Josefin Hultén
- Anastasios Soulis : Paul Hultén
- Emil Almén : Jack
- Rune Temte : Magnus

## Épisodes

### Saison 1
1. Jagad[3]
2. Skyldig?
3. Levande död
4. Liksäcken
5. Hatet
6. Mexiko
7. Sveket
8. Drömhuset

### Saison 2
1. Gisslan
2. Tre kaniner
3. Mörkret
4. Flykten
5. Skål för döden
6. Ett nytt liv